# Huracán Fifi-Orlene
El Huracán Fifi, posteriormente clasificado en la cuenca del Océano Pacífico como el Huracán Orlene, fue el ciclón tropical más mortífero de la Temporada de Huracanes del Atlántico de 1974, pudiendo incluso ser catalogado como uno de los más devastadores del que se han tenido registros en la cuenca. En Honduras, es el segundo huracán con el mayor cobro de víctimas fatales con estimaciones que alcanzan los 3000—10000 fallecidos. Cifras que están solo por detrás del Huracán Mitch que ocurriría 24 años más tarde en la misma región, en octubre de 1998. Es también la primera tormenta registrada en provocar mil millones de dólares en pérdidas fuera de Estados Unidos, causando $1.8 mil millones (1974 USD; $11.1 mil millones 2025 USD) en total. 
La onda tropical precursora de Fifi emergió al este del Mar Caribe el 14 de septiembre, manteniendo una trayectoria hacia el oesnoroeste. Más tarde, el 16 de septiembre la depresión tropical terminó siendo declarada como la "Tormenta Tropical Fifi" frente a las costas de Jamaica. Sin embargo, el ciclón se intensificó rápidamente a huracán el día siguiente para finalmente alcanzar su pico de intensidad durante el 18 de septiembre, siendo clasificado como huracán de categoría dos con vientos máximos sostenidos de 175 km/h. Manteniendo su estatus de huracán, Fifi se movió en paralelo a la costa norte hondureña antes de tocar tierra en Belice el 19 de septiembre continuando así con un periodo de debilitamiento hasta degradarse a depresión tropical el día siguiente. Posteriormente, mientras seguía su trayectoria hacia el oeste, el sistema comenzó a interactuar con una zona de baja presión localizada frente a la costa suroeste del Pacífico mexicano, reorganizándose nuevamente como Tormenta Tropical el 22 de septiembre. Ese mismo día, es clasificada como la "Tormenta Tropical Orlene" en la cuenca del Océano Pacífico Oriental.  
Mientras seguía una trayectoria curvada hacia México rodeando a la costa oeste del país, Orlene ganó fuerza el 23 de septiembre hasta alcanzar la categoría de huracán para finalmente llegar a su pico de intensidad como huracán de categoría dos durante el mediodía del 24 de septiembre antes de tocar tierra nuevamente, perdiendo fuerza a un ritmo acelerado sobre la Sierra Madre Occidental, disipándose esa tarde sobre el estado de Chihuahua.  

## Historia meteorológica

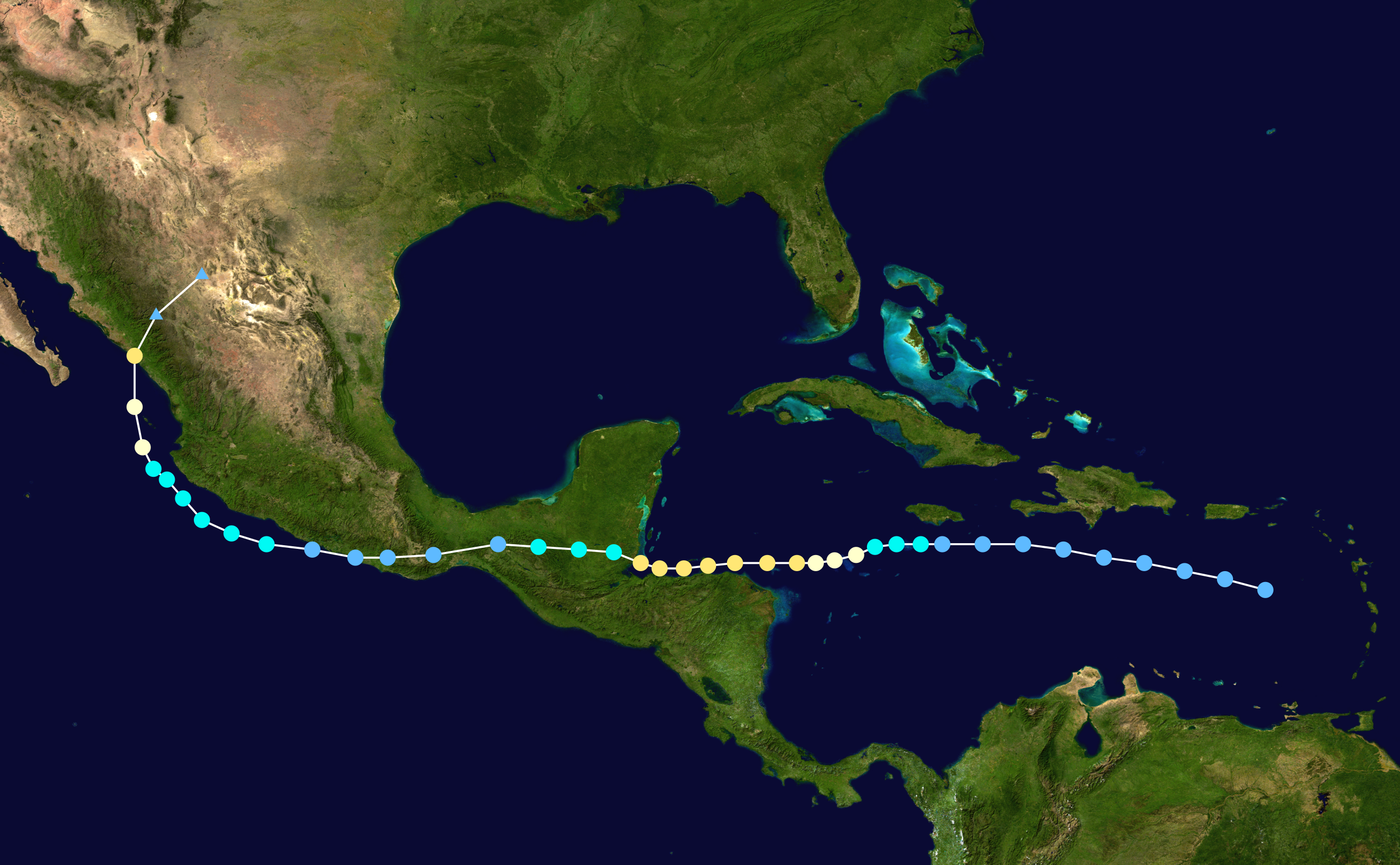
Trayectoria del huracán.

Una onda tropical dejó la costa occidental de África el 8 de septiembre, emergiendo en aguas abiertas del Océano Atlántico. Las imágenes satelitales sugerían que la perturbación se encontraba muy nutrida mientras tomaba una trayectoria hacia el oeste. El 14 de septiembre, la zona de baja presión cruzó las Antillas Menores, ganando fuerte actividad convectiva rápidamente. Una aeronave de reconocimiento de la marina estadounidense voló hacia el sistema el día siguiente, encontrando así un centro de circulación bien definido, siendo finalmente declarada como depresión tropical durante la tarde del 15 de septiembre por el Centro Nacional de Huracanes (CNH). Fueron emitidos boletines iniciales sobre el sistema ese mismo día, pronosticando que la tormenta tomaría un rumbo girando hacia el nornoroeste tocando tierra en el occidente de Cuba pero fue impedido por una amplia zona de alta presión localizada en el Golfo de México que mantuvo a la tormenta al sur.Cabe aclarar que más tarde se concluiría en la base de datos de huracanes en el Atlántico Norte (HURDAT) que la tormenta ya había adquirido el estatus de depresión tropical un día antes.
Continuando con el proceso de organización convectiva en su estructura, la depresión siguió desplazándose hacia el oeste del Mar Caribe hasta ser nombrada como la "Tormenta Tropical Fifi" el 16 de septiembre justo al sur de Jamaica. La tendencia en el fortalecimiento continuó el 17 de septiembre, es cuando Fifi rápidamente alcanzó el estatus de huracán a 463 kilómetros del archipiélago de Islas del Cisne,seguido por la formación de una estructura similar a una pared de ojo en su centro. Terminando por observarse el pico de intensidad de la tormenta justo el día siguiente como huracán de categoría 2 en la escala de huracanes de Saffir-Simpson, siendo registrados vientos máximos de 175 km/h, notándose una presión barométrica de 971 milibares (hPa; 28.67 inHg) en la mañana del 19 de septiembre.

La zona de alta presión localizada en el Golfo de México que se mantuvo durante todo el ciclo de vida del huracán impidió que la tormenta pudiera fortalecerse considerablemente de forma similar al Huracán Carmen que ocurrió más temprano en la temporada pues empujó al sistema hacia el sur provocando que interactuara esencialmente con tierra firme, siendo afectado el cuadrante sur de la tormenta por el terreno accidentado cercano a la costa.

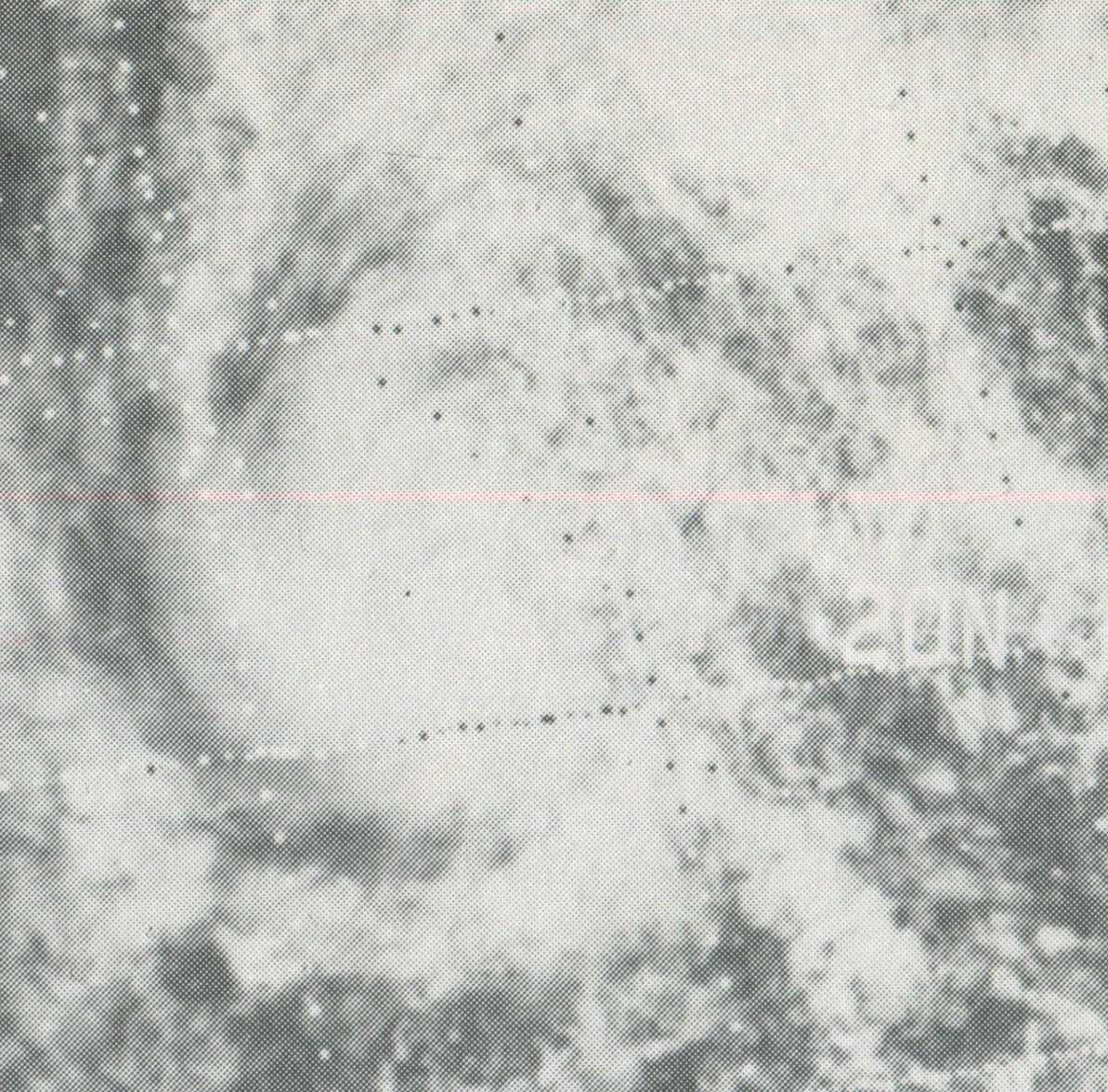
Huracán Orlene justo antes de tocar tierra en el noroeste de México.

En la tarde del 20 de septiembre, un leve debilitamiento fue notado en Fifi mientras se aproximaba al sur de Belice, permaneciendo con vientos de 165 km/h y una presión barométrica de 982 milibares (hPa; 28.99 inHg) justo antes de tocar tierra en Placencia.El ciclón empezó a perder fuerza aceleradamente una vez se desplazó por tierra, permaneciendo como tormenta tropical durante unas cuantas horas hasta finalmente ser degradado a una depresión tropical esa misma noche.Dos días después, los remanentes de Fifi emergieron sobre aguas abiertas en el Pacífico cerca de Acapulco, Guerrero en donde nuevamente se intensificó a depresión tropical y a tormenta tropical poco después, convirtiéndose así en la "Tormenta Tropical Orlene".Sin embargo, existe un desacuerdo entre distintas agencias meteorológicas sobre la influencia que tuvieron los remanentes de Fifi en la formación de Orlene.
Orlene tuvo un crecimiento en intensidad mientras se desplazaba exponencialmente hacia el nornoreste rodeando a la costa del pacífico mexicano, ganando el estatus de huracán durante la tarde del 23 de septiembre. Un fortalecimiento adicional fue notado, llevando así al Centro Nacional de Huracanes a actualizar a Orlene como huracán de categoría 2 con vientos sostenidos de 165 km/h justo antes de que la tormenta tocara tierra por última vez a 40 kilómetros al sur de Culiacán, Sinaloa. Los remanentes del Orlene permanecieron en tierra por un par de horas antes de disiparse sobre la Sierra Madre Occidental, al noroeste de México.

## Preparaciones e Impactos

### Antillas Mayores
El Gobierno de Jamaica comenzó a prepararse el 15 de septiembre para los posibles impactos de Fifi en la isla. Se le avisó a los ciudadanos que estuvieran al tanto de las condiciones adversas que podía traer consigo la tormenta. Adicionalmente, se emitieron avisos para las pequeñas embarcaciones debido al mar agitado producido por la entonces depresión tropical. Pasando al sur de Jamaica con la intensidad de Tormenta Tropical, Fifi provocó lluvias torrenciales en algunas regiones del país, excediendo los 200 milímetros en dos días. Ciertas áreas de Kingston se vieron afectadas por inundaciones importantes, dejándolas en poco menos de 2 pies (0.61 metros) bajo el agua. Se estima que los costos en pérdidas causados por Fifi alcanzaron los cientos de miles de dólares, pero no se reportaron víctimas fatales.
En la cercana isla de La Española, el sistema produjo lluvias moderadas que provocaron inundaciones en la región.También se emitieron avisos a las embarcaciones de menor tamaño en la región sur de Cuba una vez Fifi se alejó de Jamaica. En Islas Caimán, se avisó a otras embarcaciones que permanecieran en la costa siendo que los isleños estaban preparándose para recibir vientos con fuerza de huracán.

### Honduras
Honduras fue el país que sufrió las mayores repercusiones a causa de la tormenta, registrando la cifra más alta en pérdidas materiales y humanas. Inicialmente Fifi se habría convertido en una amenaza para el territorio hondureño el 17 de septiembre una vez alcanzó la intensidad de Huracán, punto en el cual se anticipaba un impacto directo sobre Honduras o Nicaragua el 18 o el 19 de septiembre por parte de los pronosticadores. En respuesta, las autoridades hondureñas instaron a miles de personas en evacuar las zonas costeras y áreas con riesgos de inundación. A pesar de la advertencia hecha, relativamente pocos acataron las órdenes de evacuación siendo probablemente la razón del alto número de pérdidas humanas causado por la tormenta.

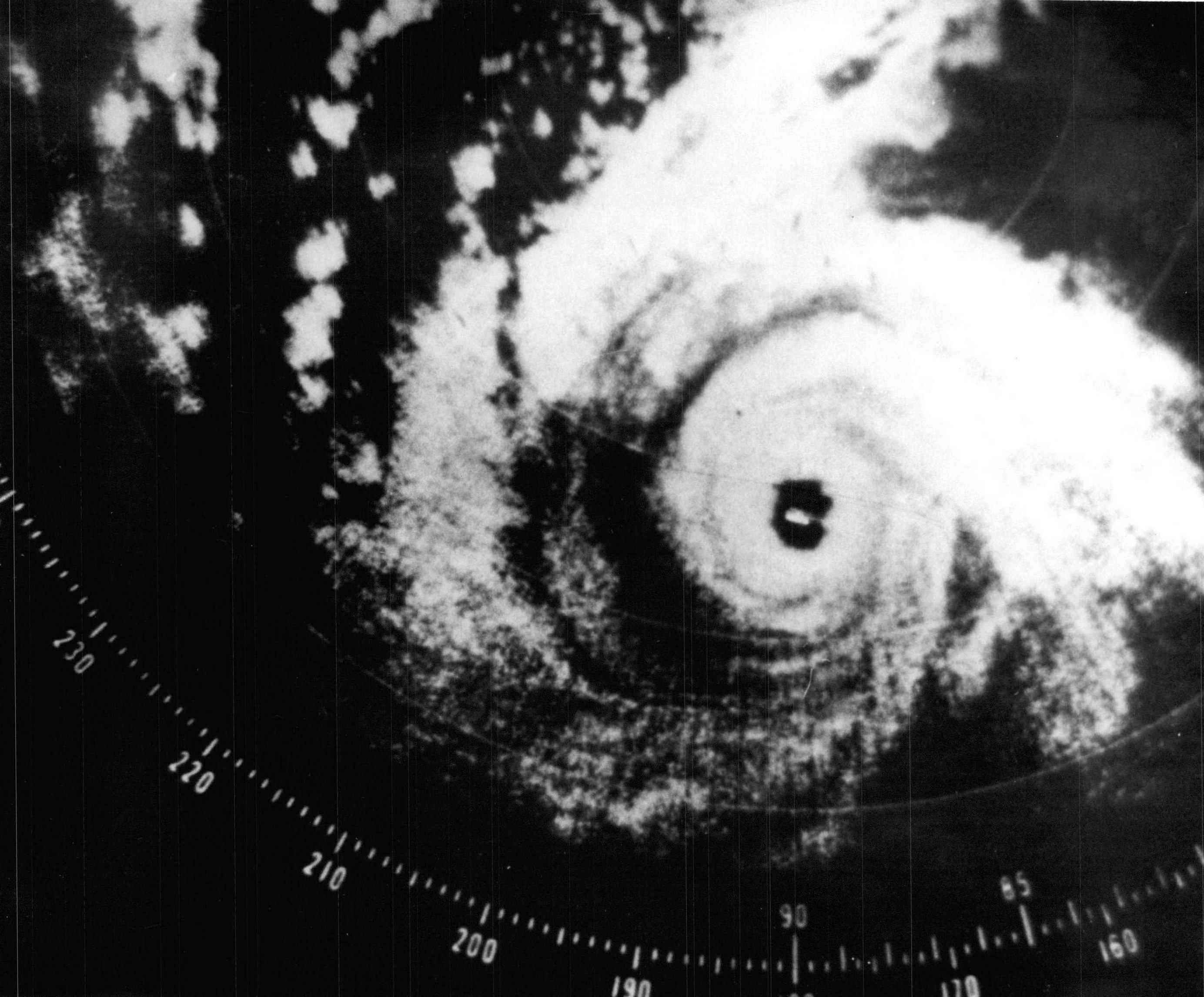
Imagen en radar de Fifí antes de tocar tierra en Belice.

La región registró fuertes vientos y lluvias intermitentes durante el primer día del embate del huracán, experimentándose rachas de hasta 212 km/h en la isla de Guanaja y vientos máximos sostenidos de 157 km/h en la ciudad costera de La Ceiba, Atlántida.Los primeros reportes de daños fueron informados por el gobierno hondureño a través de radio, declarando que 14 personas habían fallecido a causa de la tormenta y otras 100 se encontraban desaparecidas. En tan solo 24 horas, 182 poblados fueron completamente destruidos. De acuerdo a la Cruz Roja Hondureña, cerca de 800—1200 personas perdieron la vida doce horas después de que Fifí impactó el territorio. Algunos autobuses que se conducían por montañas cayeron por los abismos en consecuencia del asfalto húmedo, cobrándose la vida de los pasajeros. Las inundaciones causaron la destrucción generalizada de miles de hogares y dejaron a varias comunidades incomunicadas. En el litoral, se registró un oleaje de hasta tres metros de altura que provocó la destrucción de muelles y el naufragio de varias embarcaciones.
El 19 de septiembre, la lluvia continua provocó deslaves generalizados que se cobraron la vida de más de 2000 personas. Un enorme alud de tierra terminó bloqueando el cauce del Río Choloma que contenía agua de los 510 milímetros de lluvia que fueron descargados por Fifi hasta entonces, evitando que pudiera desembocar en el océano. El río se salió de su embalse natural el 20 de septiembre, desbordándose una vez que un puente de concreto colapsó aguas arriba dejándolo inutilizable, abriéndole paso a la corriente. Esto por consecuencia causó una grave inundación en el Valle de Sula, afectando principalmente a la ciudad de Choloma y sectores aledaños que pertenecen al departamento de Cortés, falleciendo en el lugar un aproximado de 2800—5000 personas de las 7000 que la habitaban.Gran parte de los lugareños no pudieron percatarse de la catástrofe inminente ya que la inundación se dio a horas de la noche.Los graves daños provocados por Fifi motivó el declarar a la localidad como la primera "ciudad mártir" en Honduras.
Otros poblados localizados a lo largo de la costa hondureña sufrieron un destino similar al de Choloma. En la localidad de Armenta que se encuentra en San Pedro Sula, cerca de 400 familias desaparecieron luego de que un gran deslave sepultara debajo de la tierra al poblado. Sin embargo, los reportes sobre este sector fueron escasos debido a que no es tan conocido por los propios habitantes de la zona. Otra localidad cercana a la costa que sufrió severos daños por el embate de Fifi es Omoa (cuyo censo poblacional rondaba entre las 2500—3000 personas) pues el poblado fue completamente arrasado durante la noche. Se asumió que todos los habitantes de la zona habían fallecido; sin embargo, los reportes fueron escasos como en Armenta y se estimaría que el número de víctimas fatales abarcaba entre 30 y 3000 personas.
A pesar de que ya para este punto el sistema estaba moviéndose por tierra a través de territorio mexicano, las bandas nubosas de Fifi continuaron provocando tormentas en Honduras que dificultaron las labores de rescate. Se prevenía realizarse dichos esfuerzos durante horas de la noche debido a la densa niebla bloqueando la visibilidad en el valle. La ciudad de La Ceiba, con un censo poblacional de entonces 52000 personas, quedó completamente incomunicada de las zonas aledañas. Se temió a la posibilidad de un elevado número de fallecidos en el área, siendo que los periódicos locales reportaron cuerpos flotando por los ríos.
La cifra de decesos aumentó a cientos por día, llegando al punto en el que oficialmente se estimó que 10,000 personas habían perdido la vida.En la actualidad, no se sabe con claridad la cifra exacta de víctimas fatales provocadas, sin embargo, se estipula que las pérdidas humanas van desde las 8000 a 10000 poniendo a Fifi como el segundo huracán más mortal registrado en la cuenca del Océano Atlántico.Finalmente siendo desplazado al tercer puesto por el Huracán Mitch que trajo consigo devastación a la misma región, llevándose la vida de entre 11000 y 18000 personas.
Fifi dejó cuantiosas pérdidas calculadas en aproximadamente 1.8 mil millones de dólares (1974 USD; 11.1 mil millones de dólares de dólares) sobre el territorio hondureño, siendo a su vez, el peor desastre natural en golpear a ese país. Debido a los daños ocasionados por la tormenta, es el huracán más costoso que llega hasta el pico máximo como categoría dos registrado en el Atlántico.Cerca de 10000 casas cedieron a causa de Fifi en toda Honduras, dejando a un estimado de 150000 personas sin hogar.Los campos de cultivos de banano del país fueron completamente arrasados por el huracán, dejando severamente afectada a la economía nacional como resultado.

### El resto de América Central
| Precipitación | Precipitación | Precipitación | Tormenta     | Lugar               | Ref.   |
| Puesto        | mm.           | p.            | Tormenta     | Lugar               | Ref.   |
| ------------- | ------------- | ------------- | ------------ | ------------------- | ------ |
| 1             | 1597          | 62.87         | Mitch (1998) | Pichacho/Chinandega | [ 20 ] |
| 2             | 674           | 26.55         | Eta (2020)   | Puerto Corinto      | [ 21 ] |
| 3             | 500           | 19.69         | Joan (1988)  |                     | [ 22 ] |
| 4             | 447           | 17.60         | Gert (1993)  | Chinandega          | [ 23 ] |
| 5             | 368           | 14.49         | Fifi         | Chinandega          | [ 23 ] |
| 6             | 298           | 11.72         | Alma (2008)  | Punto Sandino       | [ 24 ] |
| 7             | 272           | 10.70         | César (1996) | Bluefields          | [ 25 ] |
| 8             | 231           | 9.10          | Ida (2009)   | Puerto Cabezas      | [ 26 ] |
| 9             | 181           | 7.11          | Felix (2007) | Puerto Cabezas      | [ 27 ] |

Las autoridades en Belice y Guatemala se apresuraron en cumplir con las previsiones de emergencia con respecto al huracán. Casi toda la región centroamericana fue impactada por las bandas nubosas de Fifi, siendo que se habían registrado lluvias torrenciales que alcanzaron los 100 milímetros en zonas remotas como Campeche, México.
En Chinandega, Nicaragua, se registraron acumulados de hasta 360 milímetros de lluvia en un periodo de 4 días causando severas inundaciones en el país debido al desbordamiento de ríos y quebradas, dejando a cientos de personas sin hogar. Los municipios de La Conquista, Dulce Nombre, San Gregorio y San Vicente quedaron incomunicados por las aguas de las inundaciones después de que las principales carreteras quedaran destruidas. En las riveras de los Ríos Chiquito, Izapa y El Tamarindo, más de 10 casas fueron destruidas y 50 personas quedaron sin hogar a causa de la tormenta. Otras 120 casas fueron destruidas en la localidad de Jinotega dejando a 113 familias sin hogar luego de que el Río Coco o Segovia se desbordara. En el municipio de Wiwillí, se avistó a docenas de personas encima de los árboles y sobre los techos de las casas. Algunas otras comunidades más en el país sufrieron daños similares, especialmente las cercanas a la frontera con Honduras.
Pese a que Fifí tocó tierra en Belice, los daños provocados por la tormenta fueron considerablemente menores en comparación a Honduras siendo que en comparación a los acumulados de hasta 610 milímetros que cayeron en tierras hondureñas, Belice recibió únicamente 150 milímetros en acumulados de precipitaciones en todo su territorio.Sin embargo, se registraron vientos máximos de hasta 175 km/h siendo el factor determinante junto a las lluvias torrenciales para causar severos daños sino la destrucción de cientos de casas, dañando a su vez los campos de cultivo de banano valorado en un total de 800000 dólares.El oleaje registrado en costas beliceñas alcanzó los 3.7 metros de altura por encima de lo normal. A pesar de la severidad de los daños materiales, no se reportaron víctimas fatales en Belice.
En Guatemala, pese al debilitamiento por el desplazamiento en tierra, Fifi trajo consigo lluvias torrenciales que causaron inundaciones generalizadas a lo largo del país. Incontables puentes, carreteras y otras edificaciones fueron dañadas o destruidas en su totalidad. Se calcula que al menos 200 personas fallecieron por consecuencia de la tormenta,convirtiéndola en una de las más mortales en Guatemala estando en su momento solo por debajo del Huracán Francelia sucedido cinco años antes.
En El Salvador, diez personas fallecieron debido a las lluvias torrenciales causadas por las bandas nubosas del sistema.

### México y Arizona
Tras su paso por América Central, las bandas nubosas de la tormenta produjeron hasta 100 milímetros de lluvia en algunas áreas al sur de México. A pesar de esto, no se reportaron mayores daños a causa de Fifi. Una vez emergió como el Huracán Orlene, sin embargo, la costa del pacífico mexicano sufrió el impacto de la tormenta como un huracán de categoría dos sin mayor novedad pues no hubo reportes de pérdidas materiales o humanos. Los informes indicaron que tan solo en un lapso de seis horas, cayeron 280 milímetros de acumulados en precipitaciones sobre Acapulco, Guerrero. 
Finalmente, parte de la humedad remanente del ciclón provocó lluvias leves en el estado de Arizona, Estados Unidos.

## Repercusiones
| País        | Muertes    | Daños (1974 USD)   |
| ----------- | ---------- | ------------------ |
| Jamaica     | 0          | $1,000+            |
| Honduras    | 3000—10000 | $1.8 mil millones  |
| Nicaragua   | 0          | Desconocido        |
| Belice      | 0          | $800,000+          |
| El Salvador | 10         | Desconocido        |
| Guatemala   | 200        | Desconocido        |
| México      | 0          | Desconocido        |
| Total       | 8,210+     | $1.8 mil millones+ |

### Respuesta, asistencia y reconstrucción
En el paso de la tormenta, las entidades de socorro y el gobierno de Honduras se vieron abrumados por la magnitud del desastre.Se reportaron cientos de cuerpos flotando en ríos y zonas cubiertas por el agua por parte de aviones de rescate sobrevolando el país en busca de sobrevivientes.En los primeros tres días, los esfuerzos para el rescate de personas fue generalmente mínimo debido al pésimo estado en el que fueron dejadas las carreteras en Honduras. Varios países enviaron toneladas de ayuda humanitaria al país azotado por el huracán, aunque esta inicialmente fue puesta en almacenes por parte del gobierno hasta que pudiera ser distribuida propiamente.El 24 de septiembre, varios aviones con ayuda humanitaria a bordo provenientes de Estados Unidos, Cuba, Costa Rica, El Salvador, México, Guatemala y Venezuela aterrizaron en Honduras. Debido a la cantidad de decesos, el gobierno permitió la quema de cuerpos al ser recuperados para prevenir la saturación y la dispersión de enfermedades en la población. Se estima que entre 5000—6000 cuerpos fueron quemados el 24 de septiembre.
Cuatro helicópteros proveídos por los Estados Unidos, desde el Canal de Panamá, colaboraron con labores de rescate en las zonas afectadas, realizando rescates aéreos de sobrevivientes en medio de las inundaciones y llevándolos a zonas de tierra más elevadas. Los miembros de socorro a bordo de los helicópteros reportaron que en medio de la desesperación, 34 personas se subieron en una sola aeronave cuando la capacidad promediaba las 15. También se avistó a varios sobrevivientes peleando por las provisiones de comida que eran entregadas, con algunas de ellos cargando machetes por los suministros.Durante varios días de las labores de rescate, varias personas murieron de inanición y de malnutrición al momento de estar a bordo de los helicópteros.Mientras en Belice, Gran Bretaña desplegó a 57 soldados con lanchas motoras para distribuir provisiones de alimentos a los sobrevivientes en las zonas inundadas. Un grupo de 41 médicos cubanos, incluyendo 21 doctores, trataron a cerca de 900 personas en un periodo de dos días.

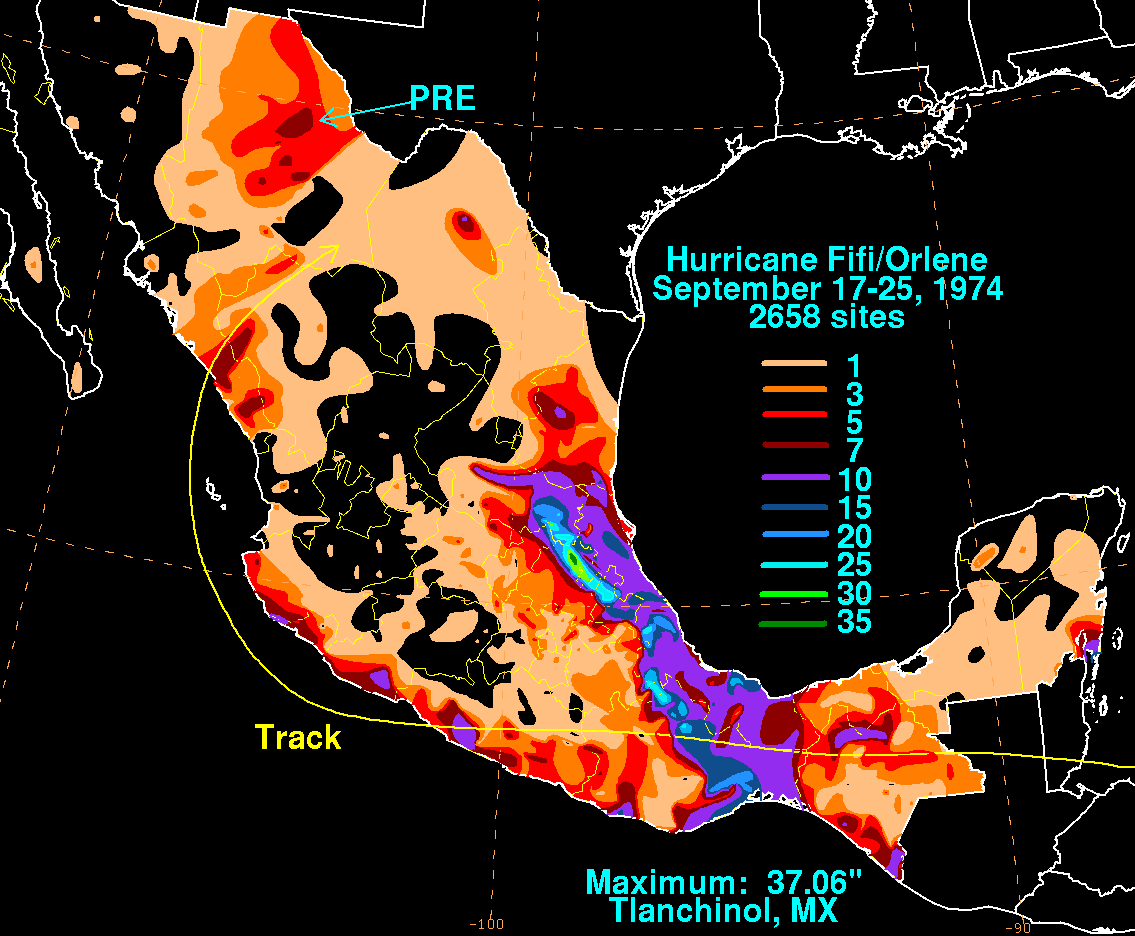
Acumulados totales medidos en pulgadas provocados por Fifi–Orlene sobre México.

Con fecha del 24 de septiembre, más de 350 000 personas en Honduras buscaron refugio en varios albergues habilitados por todo el país.Varias familias se avocaron a la ya saturada Cruz Roja Hondureña para solicitar auxilio en busca de parientes desaparecidos.Debido al mal clima, se retrasó la llegada de varios aviones de rescate enviados por los Estados Unidos; aviones que estaban cargados de suministros de emergencia como comida, ropa, agua, medicinas, entre otros.El empresario y filántropo Juan Bautista Gutiérrez describió a la catástrofe retratada por Fifi como "el peor momento de la nación en los ciento cincuenta años de historia desde la independencia".
El 3 de octubre de 1974 fallecieron los empresarios guatemaltecos Dionisio Gutiérrez y Alfonso Bosch cuando iban en una avioneta a apoyar a las víctimas del huracán en Honduras; la avioneta llevaba un cargamento con medicinas que habían sido recolectadas por el Club Rotario de Guatemala pero se estrelló por las condiciones climáticas y la carga cerca de la aldea Las Nubes.Los descendientes de los fallecidos, propietarios de empresas como Pollo Campero, Avícola Villalobos y Empacadora Toledo crearon la Fundación Juan Bautista Gutiérrez para centralizar una serie de proyectos filantrópicos que habían llevado a cabo desde hacía varios años.
Se habilitaron centros de donación en varias ciudades de concurrencia en Estados Unidos por el gobierno hondureño. Se planeó cargar tres aviones y cinco o seis embarcaciones con suministros que serían proveídos al país centroamericano. En Miami, Florida, el gobernador Reubin Askew pidió ofrecer donaciones a la Cruz Roja o al Ejército de Salvación para ayudar a los afectados por el huracán.En la ciudad de San Petersburgo, Florida, una brigada de 14 doctores fueron enviados a Honduras el 9 de octubre.Se abrieron múltiples campañas para reunir fondos y ayudar a los afectados con una de ellas teniendo una meta establecida de 50000 dólares; con la preocupación de las autoridades hondureñas coincidiendo en que no sería suficiente para cubrir los gastos del que se convertiría en un desastre valorado en mil millones de dólares.Varias naciones y organismos de socorro se unieron al esfuerzo de brindar ayuda en Honduras en la cual sería considerada una de las operaciones de rescate más grandes de la historia.En los días posteriores al embate de Fifi, varias brigadas desplegadas por el ejército hondureño empezaron a llegar en las áreas más afectadas poco después de que las inundaciones cesaron.
En solo la ciudad de Miami, se reunieron 14 toneladas en bienes de ayuda humanitaria que posteriormente se donaron a Honduras.Apenas un mes después de que la tormenta tormenta golpeara territorio hondureño, los Estados Unidos habían donado cerca de 816 000 toneladas en suministros. Otras entidades gubernamentales también comenzaron a idear planes para poder reactivar la economía que había sido severamente golpeada por el huracán.Se estipuló un plan inicial con un costo de cinco millones de dólares para estimular el sector agrícola mientras que otros 15 millones serían concedidos al gobierno en un préstamo con un plazo de dos años.Un grupo de personas congregados en una iglesia bautista en Texas costearon un vagón de 30000 dólares diseñado a la medida para distribuir comida a las personas afectadas en la ciudad de El Progreso, departamento de Yoro. En algunas áreas, se hacía complicado para los habitantes hacer el uso de algunos suministros como el papel de baño y bolsas de té, debido a la cultura de los lugareños y al aislamiento en el que se encontraban de las zonas urbanas.
La Cruz Roja Hondureña y otros organismos de socorro intentaron descargar los aviones con ayuda humanitaria para asegurarse de que los suministros pudieran llegar a las manos de los afectados. Sin embargo, algunos suministros que llegaban por vía aérea fueron acaparados por el ejército hondureño. En relación a esto, se hizo el aviso de varios altercados, con uno de ellos siendo originado cuando varios voluntarios que se disponían a colaborar con la descarga de suministros provenientes de Argentina fueron forzados por militares a dejar el lugar. Una vez que los suministros se encontraban en posesión del ejército, el paradero de los bienes fue desconocido.Como resultado por la falta de abastecimientos, se dieron reportes de varias personas que fallecieron por inanición con el voluntariado de ayuda humanitaria pudiendo comprobar la veracidad de los hechos al distribuir comida a aquellos quienes sobrevivieron.
Tras el paso de la tormenta, la economía de Honduras se vio severamente afectada por dos años. Durante este tiempo, el déficit presupuestario anual llegó hasta los 200 millones de dólares (1976 USD; aproximadamente 1.7 mil millones de lempiras) frente a los 153 millones de dólares en ingresos anuales que el país recibió (estimado de 1.3 mil millones de lempiras).
En 1977, se comenzó un proyecto de reconstrucción a larga escala incluyendo a seis poblados radicados en el territorio hondureño. En la primera localidad de las seis estipuladas en el proyecto, la cual se encontraba localizada frente a una carretera principal al norte de Honduras, se construirían 121 casas con un promedio de 25 metros cuadrados de espacio. Sin embargo, el proyecto fue postergado debido a la erosión del terreno en el lugar. El segundo plan consistió en la construcción de 127 casas apenas a un kilómetro al sur del primer proyecto. El tercer proyecto que planeaba la construcción de 26 casas de cemento tuvo lugar en la ciudad de El Progreso, anticipando que sería el que más ocupantes por casa tendría, con un promedio de siete habitantes por vivienda para un total preliminar de 182 personas. El cuarto se llevó a cabo en una zona aislada a otras áreas urbanas en comparación a las otras cinco zonas estipuladas. Se planeó construir 92 casas en un en una zona rural. El quinto proyecto consistía de la construcción de 33 casas y fue ubicado cerca del primero. El proyecto final, a su vez el más largo, tuvo lugar en la devastada ciudad de Choloma. Un total de 600 casas, todas hechas de cemento, se construyeron aquí.

## Retiro de nombre
Debido a los graves daños y las altas cifras de fallecimientos causados por el huracán en la cuenca del Atlántico, el nombre Fifi fue retirado al final de la temporada de 1974 y no volvería a ser usado para designar a ningún otro ciclón tropical en la cuenca.